# Pielnica

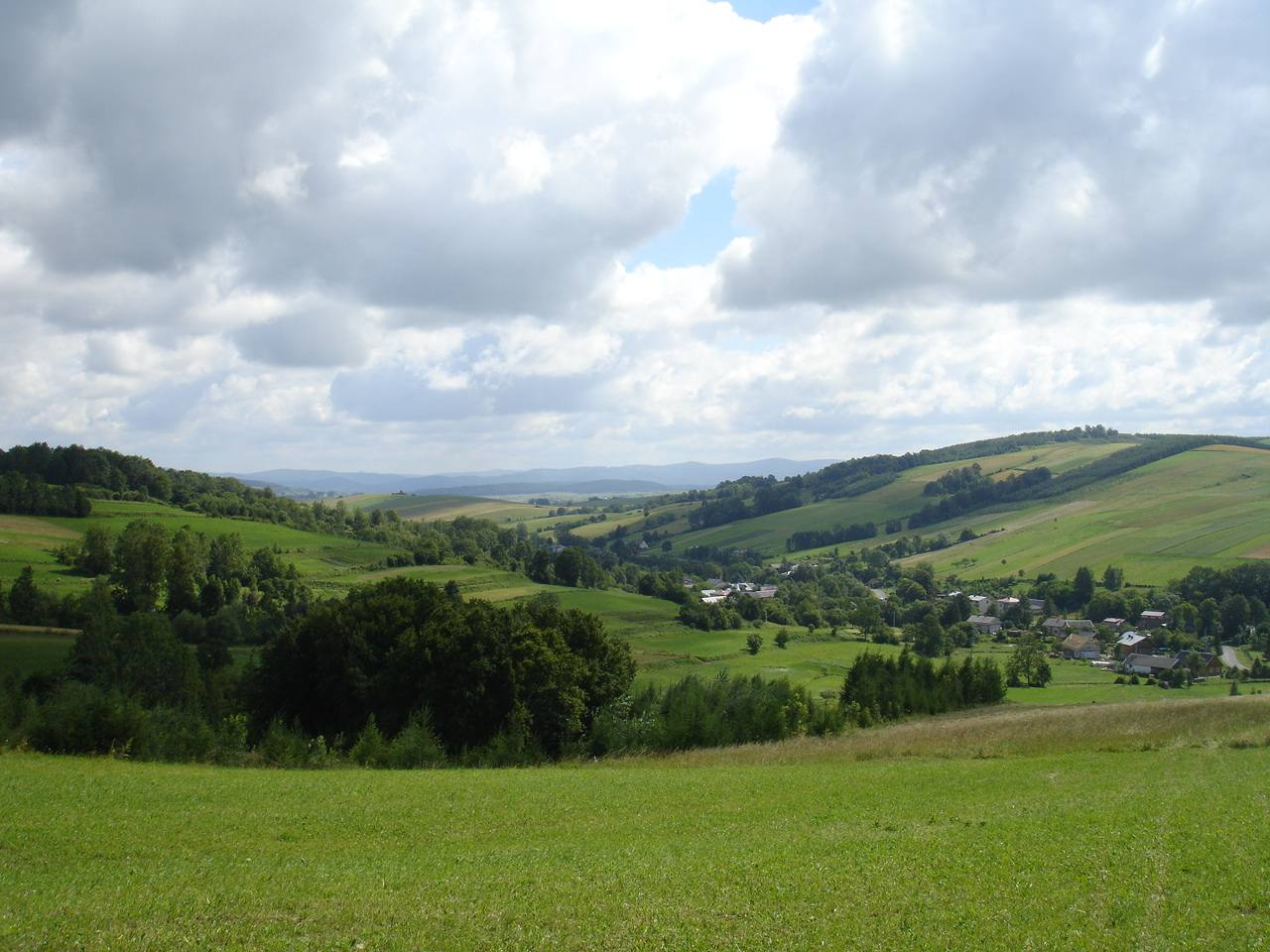
Dolina Pielnicy w Nadolanach

Pielnica – potok w Beskidzie Niskim, na Pogórzu Bukowskim i na terenie Dołów Jasielsko-Sanockich, prawobrzeżny dopływ Wisłoka. Długość ok. 27 km.
Źródła na wysokości ok. 710–730 m n.p.m. na północno-wschodnich stokach Pasma Bukowicy, w rejonie szczytów Zrubań (też: Skibce) i Pańskie Łuki. Spływa początkowo w kierunku północno-wschodnim, po czym po opuszczenia wzgórz Pogórza Bukowskiego, przed wsią Nowosielce, skręca ku północnemu zachodowi i poniżej Beska, na wysokości ok. 277 m n.p.m., uchodzi do Wisłoka.
W górnej części biegu (po Nowosielce) Pielnica ma charakter potoku górskiego, niżej (po Zarszyn) potoku podgórskiego. Na tym odcinku koryto w większości naturalne, nieuregulowane, między Nowosielcami a Zarszynem potok silnie meandruje. W dolnym odcinku (poniżej Zarszyna) spadek niewielki (ok. 1,4‰), koryto aż po ujście uregulowane.
Pielnica przepływa przez miejscowości: Wola Sękowa, Nowotaniec, Nadolany, Pielnia, Nowosielce, Długie, Zarszyn, Posada Zarszyńska, Besko.
Ważniejsze dopływy to potoki: Mętny, Bażanówka, Siedliska (wszystkie prawobrzeżne). 
Wcześniejsze nazwy: 1366 – Brzozowa, 1390 – Pele, 1419 – Pella, 1441 – Pielica, 1512 – Pielnyka. 
W 1366 król Kazimierz III Wielki wydaje przywilej lokacyjny wsi po obu stronach rzeki Brzozowa, dziś Nadolany, Nagórzany i Nowotaniec, w roku 1390 król Władysław nadaje wieś Jaćmierz, której granice biegną m.in. do potoku Siedliska, a tym potokiem do bagna, [...] do którego wpada całe bagno aż do rzeki Pele.

## Powodzie i regulacja rzeki
- Z 24 na 25 lipca 2008 wzdłuż głównej zlewni dorzecza Wisłoka po kilku dniach deszczu spadło jednego dnia ponad 80 mm (dm³/m²). Z brzegów wystąpiły m.in. wody Pielnicy i Sanoczka. Zalane zostały między innymi miejscowości Nadolany i Tokarnia, w której górski dopływ Sanoczka zniszczył most, odcinając wieś od jedynej drogi.

- Po kilkudniowych opadach deszczu od 16 maja do 19 maja 2010 (powódź 2010) nieznacznie podniósł się stan rzek w dorzeczu środkowego i górnego Sanu, w tym znacząco wzrósł poziom dopływów Pielnicy i Osławy. Poziom rzek zgodnie z monitoringiem powodziowym Starostwa Powiatowego w Sanoku wynosił w dniu 19 maja 2010 o godz. 8.00: Osława – 162 cm, stan ostrzegawczy – 170 cm, Pielnica – 278 cm, stan ostrzegawczy – 240 cm.